# Área de administración civil de Luxemburgo
El Área de administración civil de Luxemburgo fue una administración civil alemana en el Luxemburgo ocupado por los alemanes que existió desde el 29 de julio de 1940 hasta el 30 de agosto de 1942, cuando Luxemburgo fue anexionado al Gau de Moselland.

## Historia
Gustav Simon fue nombrado Chef der Zivilverwaltung (CdZ; Jefe de la Administración Civil) por el Oberkommando des Heeres el 21 de julio de 1940. Luego, Luxemburgo fue incluido en CdZ-Gebiet Luxemburg el 29 de julio. Aunque inicialmente estaba subordinado a los mandos militares en Bélgica y el norte de Francia, Simon fue confirmado en su nombramiento el 2 de agosto por el propio Adolf Hitler, indicando que reportaba directamente al Führer y a nadie más. Esto le otorgó un amplio grado de autonomía con respecto a las autoridades militares y civiles de la Alemania nazi.
Simon, quien también era el Gauleiter del vecino Gau de Trier-Koblenz, más tarde Moselland (Gauleiter es un título que denota al líder de una rama regional del partido nazi), dirigió una campaña de propaganda y más tarde de terror, conocida como Heim ins Reich, para convencer a la población de que eran de etnia alemana y una parte natural del Tercer Reich. Su objetivo era "recuperar Luxemburgo para la nación alemana lo antes posible". Estaba convencido de que los luxemburgueses solo necesitaban un nivel de educación e ilustración para declarar voluntariamente su lealtad a Alemania. Lo dedujo de su creencia de que eran, de hecho, alemanes "de sangre y de ascendencia". Para el Gauleiter, la independencia luxemburguesa era una "idea absurda", que existía sólo porque la monarquía y el gobierno la habían nutrido: si se mostraba a los luxemburgueses pruebas de su pertenencia a la nación alemana, la voluntad de ser independientes debía desaparecer.

### Germanización
La administración de Simon llegó a Luxemburgo completamente convencida de que la "germanidad" de los luxemburgueses se encontraba simplemente bajo una fina capa externa de influencia francesa. Esto, a su vez, significó que, con un poco de "desenredo" decidido por parte de su administración, el carácter alemán de la población se revelaría esencialmente.
Simon tenía dos objetivos claros:
- La nazificación y germanización de Luxemburgo, es decir, la extinción de todo lo que no era de origen alemán, como los nombres y palabras franceses de origen francés o una forma de vida francesa.
- La destrucción y desmembramiento de las instituciones estatales luxemburguesas y la incorporación del país al Tercer Reich.

Su primera serie de decretos dejó muy clara esta política:
- 6 de agosto de 1940: el alemán se convierte en el único idioma oficial y se prohíbe el uso del francés. La prohibición se aplicó al uso oficial y administrativo, así como a la vida cotidiana. Se incluyeron expresiones de cortesía en francés como Bonjour, Merci, Monsieur, Madame, etc.: las personas que se saludaban tenían que decir Heil Hitler.[2]
- Otoño de 1940. Se disolvieron los partidos políticos y los sindicatos independientes, el Parlamento y el Conseil d'Etat.[1] Todas las organizaciones de la sociedad civil y la prensa fueron sometidas al control nazi.
- Hasta finales de 1940. Se introdujeron las leyes alemanas, incluidas las Leyes de Sondergerichte y Núremberg.
- 31 de enero de 1941: Los apellidos, nombres y nombres de calles, pueblos, tiendas y empresas que sonaban franceses se germanizaron, es decir, se tradujeron a su homólogo alemán o simplemente se sustituyeron por algo más germánico.[1][2] Henri se convirtió en Heinrich, Dupont se convirtió en Brückner.
- 18 de febrero de 1941: Se prohibió el uso de la boina.
- A partir de mayo de 1941, se ordenó a muchos jóvenes luxemburgueses participar en la Reichsarbeitsdienst.[1]

Se lanzó una campaña de propaganda masiva para influir en la población, mientras que no solo los disidentes y los críticos, sino también los maestros, los funcionarios y las principales figuras empresariales fueron amenazados con perder sus trabajos a menos que se unieran a las organizaciones nazis, lo que llevó a un mayor reclutamiento de todas las profesiones. Un registro central documentó la opinión personal sobre el régimen nazi de casi todos los ciudadanos. Las personas que se oponían abiertamente al régimen perdieron su trabajo o fueron deportadas, principalmente al este de Alemania y, en el peor de los casos, enviadas a los campos de exterminio donde muchos de ellos murieron.
Las autoridades de ocupación intentaron cubrir Luxemburgo con una red de organizaciones políticas, sociales y culturales, como la que también existía en Alemania, incluidas las Hitlerjugend, la Bund Deutscher Mädel, el Winterhilfswerk, la NS-Frauenschaft y el Deutsche Arbeitsfront.